# Заскалько, Александр Иванович
Алекса́ндр Ива́нович Заска́лько (15 апреля 1967, Днепропетровск) — советский и украинский гребец, выступал за сборные СССР и Украины по академической гребле в 1980-х — 1990-х годах. Серебряный и бронзовый призёр чемпионатов мира, многократный победитель и призёр этапов Кубка мира, республиканских и всесоюзных регат, участник трёх летних Олимпийских игр. На соревнованиях представлял Вооружённые силы, заслуженный мастер спорта Украины.

## Биография
Александр Заскалько родился 15 апреля 1967 года в Днепропетровске, Украинская ССР. Активно заниматься академической греблей начал в раннем детстве, во время службы в армии состоял в днепропетровском спортивном клубе Вооружённых сил.
Благодаря череде удачных выступлений в 1988 году удостоился права защищать честь страны на летних Олимпийских играх в Сеуле — вместе с напарниками по безрульной парной четвёрке Павлом Крупко, Юрием Зеликовичем и Сергеем Кинякиным был близок к призовым позициям, но в итоге занял четвёртое место, немного не дотянув до бронзовой медали. В 1990 году на чемпионате мира в Тасмании занял в парных двойках седьмое место.
После распада Советского Союза Заскалько продолжил выступать за сборную Украины и впоследствии побывал ещё на многих крупных международных регатах. Так, в 1993 году в парных четвёрках он выиграл серебряную медаль на чемпионате мира в чешском городе Рачице, год спустя повторил это достижение на мировом первенстве в американском Индианаполисе, ещё через год на аналогичных соревнованиях в финском Тампере стал четвёртым, остановившись в шаге от пьедестала. Будучи одним из лидеров украинской национальной сборной, прошёл отбор на Олимпиаду 1996 года в Атланту, где вместе с такими гребцами как Александр Марченко, Николай Чуприна и Леонид Шапошников, занял в программе парных четырёхместных экипажей седьмое место.
В 1997 году Заскалько выиграл несколько медалей на различных этапах Кубка мира, тогда как на чемпионате мира во французской Савойе получил в четвёрках бронзовую награду. В следующем сезоне вновь удачно выступал на этапах мирового кубка, при этом на мировом первенстве в Кёльне попасть в число призёров не смог — стал седьмым. На чемпионате мира в канадском Сент-Катаринсе завоевал в парных четвёрках серебро, пропустив вперёд лишь сборную Германии. Позже квалифицировался на Олимпийские игры 2000 года в Сидней, с экипажем, куда помимо Марченко и Шапошникова вошёл молодой Олег Лыков, расположился в итоговом протоколе на шестой строке. Вскоре после этих олимпийских соревнований принял решение завершить карьеру профессионального спортсмена, уступив место в сборной другим украинским гребцам. За выдающиеся спортивные достижения удостоен почётного звания «Заслуженный мастер спорта Украины».